# Vaudigny
Vaudigny é uma comuna francesa na região administrativa de Grande Leste, no departamento de Meurthe-et-Moselle. Estende-se por uma área de 3,94 km². Em 2010 a comuna tinha 76 habitantes (densidade: 19,3 hab./km²).